# Infrastructure convergée
Infrastructure convergée , ou Infrastructure convergente , traductions du terme Converged infrastructure en anglais, regroupe plusieurs composants informatiques en une seule solution optimisée. Les composants d’une infrastructure convergée peuvent être des serveurs, des dispositifs de stockage de données, des équipements réseau et des logiciels pour la gestion des infrastructures, pour  l'automatisation et pour l’orchestration.
Les infrastructures convergées sont utilisées par les départements informatiques pour centraliser la gestion des ressources informatiques, consolider les systèmes, accroître les taux d’utilisation des ressources, et réduire les coûts d’exploitation. Ces objectifs sont rendus possibles par la création de pools d'ordinateurs, d’équipements réseaux et de stockage qui peuvent être partagés par plusieurs applications et gérés de manière collective, en utilisant des procédés respectant des politiques données. 
Les fournisseurs et analystes de l'industrie informatique utilisent différents termes pour décrire le concept d’infrastructure convergente.  Ceux-ci incluent système convergé, fabric computing, unified computing, fabric-based computing, et infrastructure dynamique.
Le marché des infrastructures convergées est vaste et en pleine croissance. Il implique les grands acteurs comme Cisco, Dell, HP, IBM, Intel, Microsoft, NetApp, Oracle, et VMware. La valeur du marché exploitable total (TAM) en 2011 est de 323 milliards de dollars US, et sa prévision pour 2017, selon le cabinet Wikibon en août 2012 est de 408 milliards de dollars US.

## Avantages de l'infrastructure convergée
L’infrastructure convergée fournit à la fois l'efficacité commerciale et technique, selon des chercheurs de l'industrie et des observateurs. Ces gains résultent en partie de la pré-intégration de composants, de la mise en commun des ressources et de l'automatisation des processus informatiques.
Les infrastructures convergées, qui combinent serveurs, stockage et réseaux dans un cadre unique, contribuent à transformer les économies de fonctionnement des centres de données, ainsi accélérant la transition vers le stockage IP pour aider à construire les infrastructures qui sont prêtes à être intégrées dans le cloud.
La combinaison du stockage et du calcul en une seule entité est connue sous le nom de stockage convergent. L’utilisation du matériel pré-intégré, avec des outils de virtualisation et de gestion d’automatisation apporte une simplification aux infrastructures convergées. 
Selon George Crump, analyste et fondateur de Storage Switzerland , une infrastructure unifiée de centres de données offre deux avantages à long terme  :
1. Baisse des coûts résultant de deux facteurs:
  1. Baisse des dépenses en capitaux résultant d’une utilisation accrue, avec des câblages et des connexions réseaux en moins
  2. Baisse des coûts d’exploitation résultant d’une gestion automatisée du centre de données, un stockage et une gestion des équipes d’infrastructures réseaux consolidés
2. Augmentation de la rapidité informatique par :
  1. virtualisation IP et réseaux de stockage Fibre Channel
  2. possibilité de gestion par console unique